# أنا وبابا وماما (مسلسل)
انا وبابا وماما مسلسل مصري كوميدي ينتمي لنوعية السيت كوم، يحكى عن مجموعة حلقات متصلة منفصلة، تدور الأحداث في إطار كوميدي عن العديد من المشاكل الاجتماعية والأسرية التي تمر بها أي أسرة في المجتمع المصري، ومحاولة حلها.

## الجزء الأول

### فريق العمل

#### تمثيل
| - أشرف عبد الباقي:محمود ربيع المنياوي - نشوى مصطفى:سلوى زوجة محمود - بيومي فؤاد:رفعت فياض - لقاء سويدان:نهلة ذهني - هبة حسن:سحر أخت سلوى - أسامة عباس:ربيع المنياوي - هناء الشوربجي:أم سلوى - إلهام عبد البديع:هالة محمود المنياوي - محمد الشرنوبي:حاتم محمود المنياوي - مامادو:ربيع محمود المنياوي | نجوم المستقبل - محمد عبد الرحمن:سامي - علي ربيع:مصيلحي - سمر جابر:مايكا ح5-8 - ريهام ماهر:جينا - كريم عفيفي:عصام بن نهلة - على عسلية: بدوي ح14، 23 بالإشتراك مع - ممدوح مداح:سعداوي - حمادة بركات:ممتاز فواز | ضيوف شرف الحلقات - محمد فريد:مريض بالبهاق ح1، 23 - محمد يونس:أ. جلال ح2، 6، 21 - محمد عبد الحليم:شيخ ح3 - منير زخارى:مدير المدرسة ح5، 21 - عمر علام:ضيف شرف ح8 - محمد مرزبان:د/ هلال ح10، 11، 19 - سمير حكيم: د. فتوح ح14، 15 - مصطفى أبو سريع:الدكتور المزيف ح14، 15 - حمدى الميرغني:دليفري ح15 - جلال العشرى: فوزي ح18 - منير مكرم:د. علاولة ح20 - محمد العمروسي:أيمن فراج ح23 | - منى ممدوح:نسمة ح25-29 - أسامة عبد الله:عاطف حتاتة ح26 - عمرو مهدي:أسد مغوار ح28، 29 - هشام منصور - لبنى عبد العزيز - سمير عبد العليم - عبد اللطيف الطحاوى - زكي لوجو - آية السنوسي - يوسف أمين:طفل - شيرين - ثروت - حمادة قريش |

#### فريق العمل
| - ديكور:احمد عباس - ستايلست: ياسمين فهمي - منى عبد السلام - منسق مناظر: عباس صابر - هناي جمال - مصوريين: عمرو الشناوي - فادي سمير - فوكس بولر: طاهر خضر - ماكيير :محمد عبد الوهاب - كوافير :هاني العفريت - كلمات المقدمة:فداء الشندويلي - الموسيقى التصويرية والألحان:شريف حمدان - غناء سمسم شهاب - توزيع المقدمة والنهاية:خالد عرفة | - مكساج موسيقى التترات: محمد جودة - بوست برودكشن: سامح خليل - مونتاج:احمد الليثي - هيثم السخاوي - ألوان: يونس - الأعداد الموسيقى والمكساج:محمد الفولي - مساعد مونتير: وليد مصطفى - أحمد جبر - موشين جرافيكس: أحمس ويونس - ارت ورك: يامن الطويل - توزيع قطاع الئون المالية والأقتصادية:ج.م.ع - مساعدو الاخراج:بيتر صموئيل - مرام ذكي - منة شريف - مساعد مخرج أول: أندي اسحق | - مدير الإنتاج:هناء جمال الدين - مدير إنتاج ثامي:محمد مغاوري - مخرج منفذ: حمادة المطراوي - مدير إدارة الإنتاج: تامر عبده - إيهاب حامد: d.o.p - الإشراف الفني: هالة المدني - المنتج الفني:محمد زعزع - الإشراف العام:م/عمر بهجت - تاليف:فداء الشناوي - أخراج:مايكل بيوح |

### الحلقات
| - 1- جبنة بالقوطة - 2- عفرتوش - 3- رأسك في الحيط - 4- حلقة في ودانك - 5-مايكا 1 | - 6-مايكا 2 - 7- - 8- - 9-صاحب الرسالة - 10- عريس بنتي | - 11-مذيعة - 12-المصيدة - 13- عريس ماما - 14- أنفلونزا الخنازير - 15- | - 16- جينا1 - 17- جينا2 - 18- حبطل السجاير1 - 19- حبطل السجاير2 - 20- رجيم صاصا1 | - 21- رجيم صاصا2 - 22- نقل دم - 23- ديلو نت1 - 24- ديلو نت2 - 25- ألتراس1 | - 26- ألتراس2 - 27- فيلم ثقافي1 - 28- السيد غشنفر - 29- جواز جماعي - 30- سماح |

## الجزء الثاني
تم عمل جزء ثاني للمسلسل في عام 2016

### فريق العمل

#### تمثيل
| - أشرف عبد الباقي:محمود ربيع المنياوي - نشوى مصطفى:سلوى زوجة محمود - أسامة عباس:ربيع المنياوي - هناء الشوربجي:أم سلوى - بيومي فؤاد:رفعت فياض - لقاء سويدان:نهلة ذهني | - مامادو:ربيع محمود المنياوي - إلهام عبد البديع:هالة محمود المنياوي نجوم المستقبل - محمد عبد الرحمن:سامي - علي ربيع:مصيلحي - حمادة بركات:ممتاز فواز |

### الحلقات
30 حلقة انتج عام 2017